# Liste der Auslandsvertretungen Montenegros

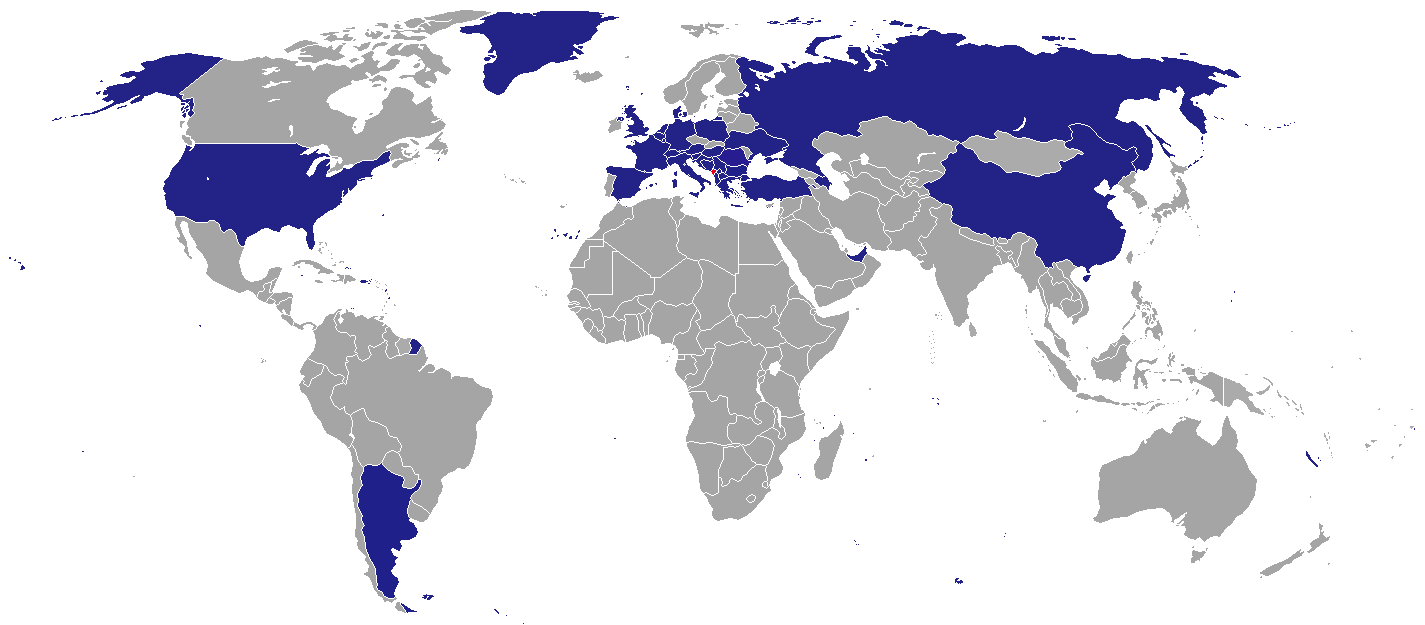
Standorte der diplomatischen Vertretungen Montenegros

Dies ist eine Liste der diplomatischen Vertretungen Montenegros. Montenegro unterhält ein Netzwerk von 24 Botschaften weltweit.

## Diplomatische Vertretungen

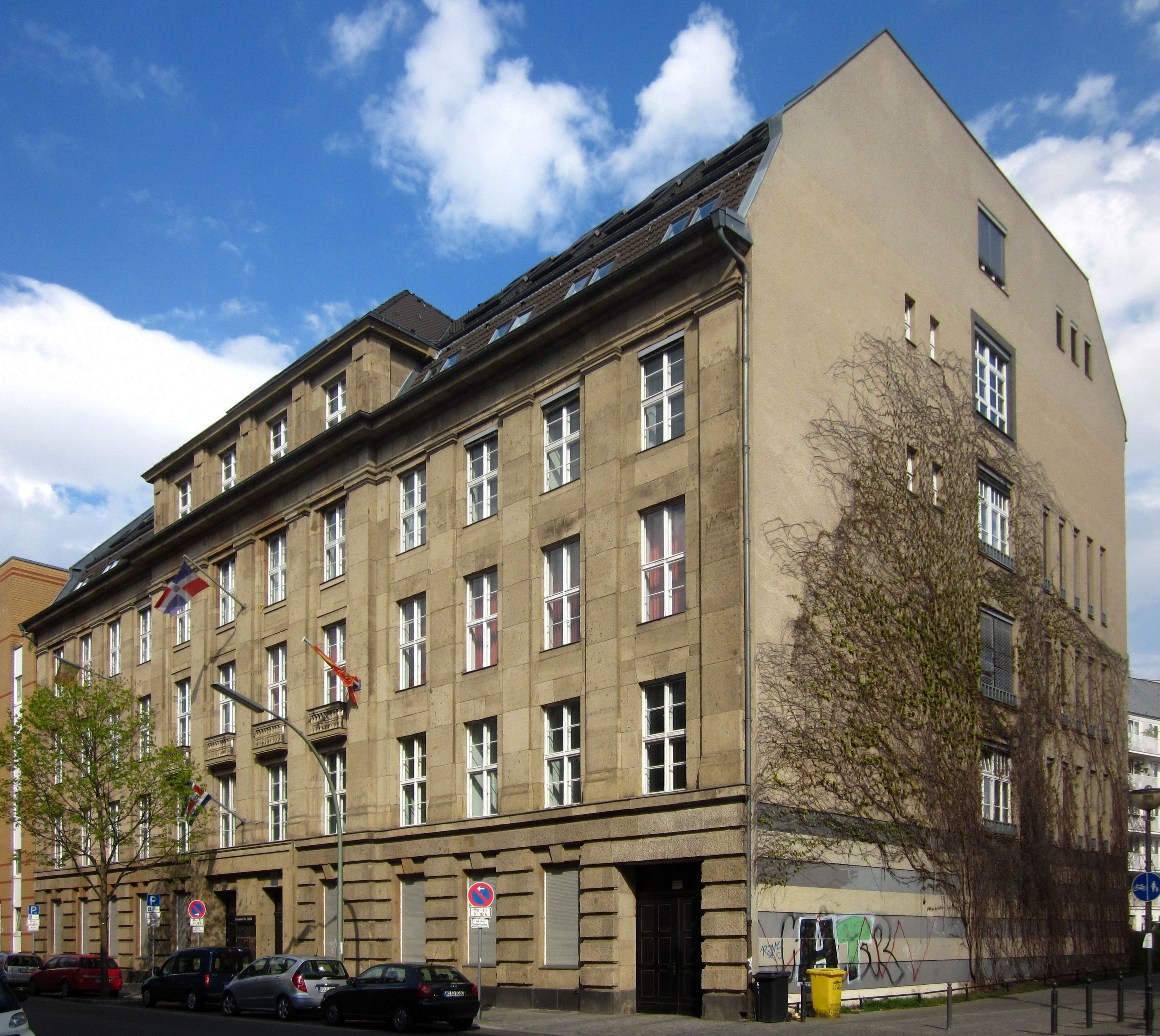
Botschaft Montenegros in Berlin

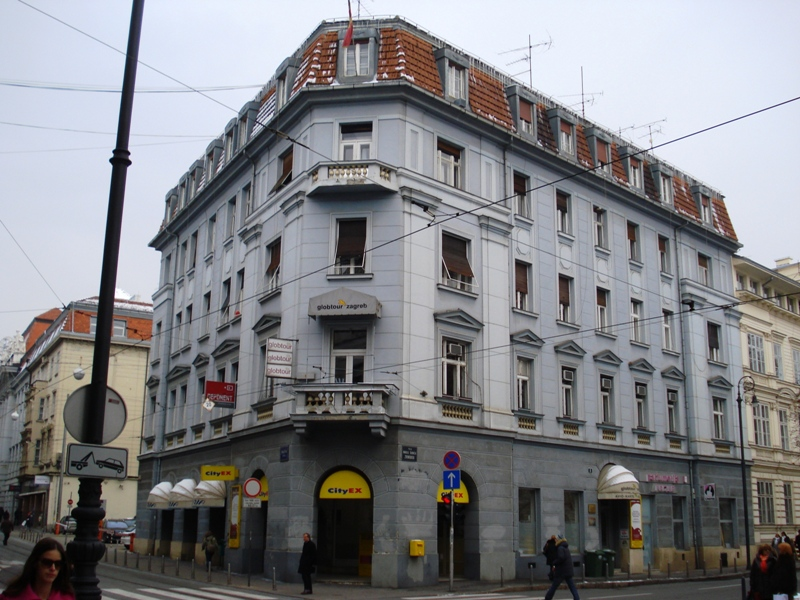
Botschaft Montenegros in Zagreb

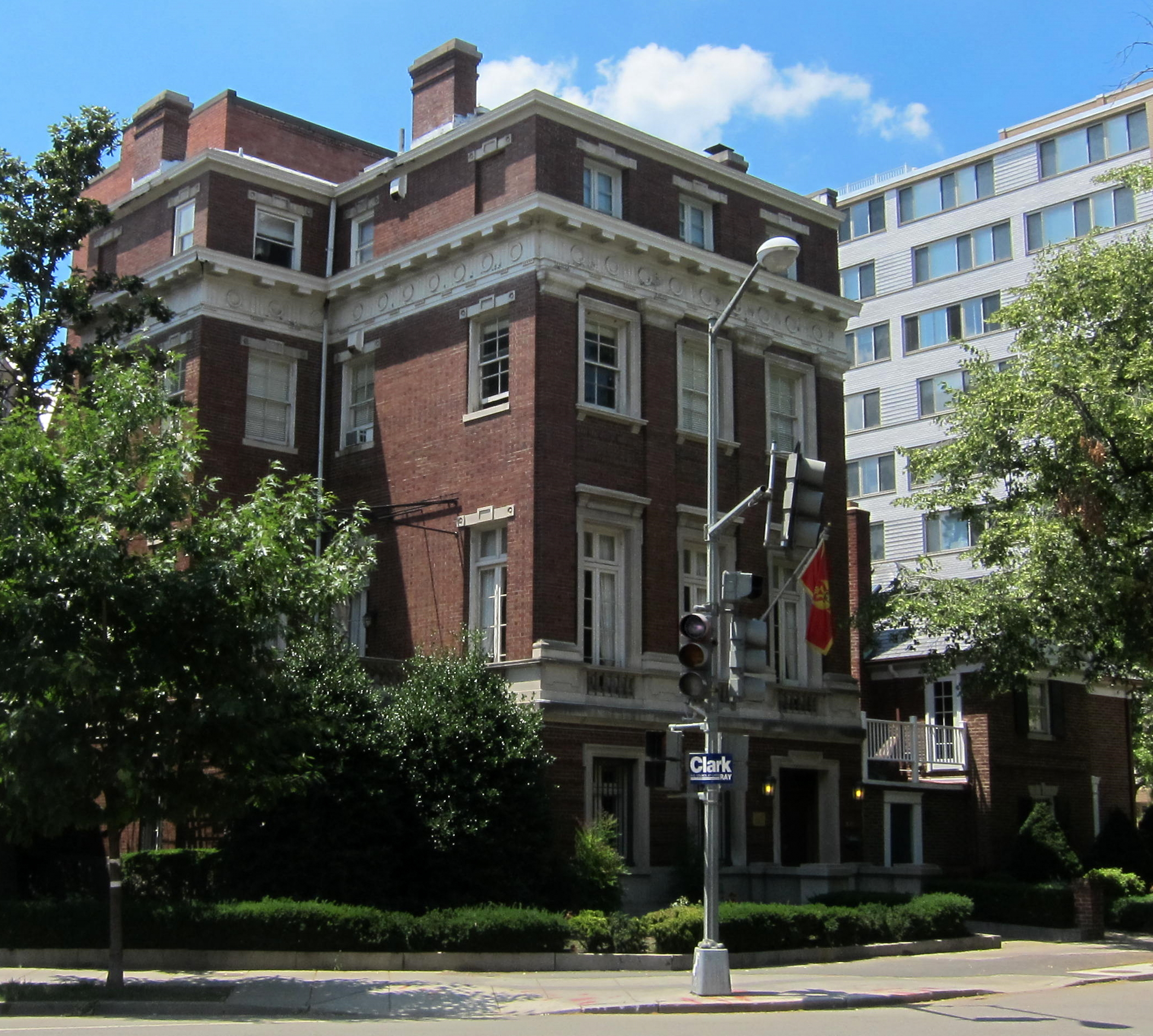
Botschaft Montenegros in Washington, D.C.

### Amerika
- Argentinien: Buenos Aires, Botschaft
- Vereinigte Staaten: Washington, D.C., Botschaft
- Vereinigte Staaten: New York, Generalkonsulat

### Asien
- Aserbaidschan: Baku, Botschaft
- Volksrepublik China: Peking, Botschaft
- Vereinigte Arabische Emirate: Abu Dhabi, Botschaft

### Europa
| - Albanien: Tirana, Botschaft - Belgien: Brüssel, Botschaft - Bulgarien: Sofia, Botschaft - Bosnien und Herzegowina: Sarajevo, Botschaft - Deutschland: Berlin, Botschaft - Deutschland: Frankfurt, Generalkonsulat - Frankreich: Paris, Botschaft - Griechenland: Athen, Botschaft - Heiliger Stuhl: Vatikanstadt, Botschaft - Italien: Rom, Botschaft - Kosovo: Priština, Botschaft - Kroatien: Zagreb, Botschaft - Nordmazedonien: Skopje, Botschaft | - Österreich: Wien, Botschaft - Polen: Warschau, Botschaft - Rumänien: Bukarest, Botschaft - Russland: Moskau, Botschaft - Schweiz: Bern, Botschaft - Serbien: Belgrad, Botschaft - Serbien: Sremski Karlovci, Generalkonsulat - Slowenien: Ljubljana, Botschaft - Türkei: Ankara, Botschaft - Türkei: Istanbul, Generalkonsulat - Ungarn: Budapest, Botschaft - Ukraine: Kiew, Botschaft - Vereinigtes Königreich; London, Botschaft |

## Vertretungen bei internationalen Organisationen
- Europäische Union: Brüssel
- Europarat: Straßburg
- Vereinte Nationen: New York
- Vereinte Nationen: Genf
- Organisation für Sicherheit und Zusammenarbeit in Europa (OSZE): Wien
- Organisation der Vereinten Nationen für Erziehung, Wissenschaft und Kultur (UNESCO): Paris